# Dürre Ager
Die Dürre Ager ist ein Fluss in Oberösterreich. Sie fließt durch den Attergau von Süd nach Nord und mündet in Timelkam in die Vöckla. Dabei erreicht der Fluss eine Länge von ca. 21,5 km. Die Dürre Ager ist nicht zu verwechseln mit der östlich in etwa parallel verlaufenden Ager.
Die Dürre Ager bildet sich aus dem Zusammenfluss von Ruezingbach und Sagerer Bach im Gemeindegebiet von Straß im Attergau. Bisweilen wird der Ruezingbach als Oberlauf der Dürren Ager angesehen, die damit auf rund 31 km Länge kommt. Der Ruezingbach entspringt am östlichen Abhang des Mondseebergs im Gemeindegebiet von Oberwang, nur rund einen Kilometer Luftlinie vom Ursprung der Vöckla entfernt. Die Quellen des Ruezingbaches und aller anderen Quellbäche befinden sich in der Flyschzone. Typisch für aus dem Flysch entspringende Gewässer ist die stark schwankende Wasserführung. Während der Wasserstand bei Regen rasch anschwillt, geht er in Trockenperioden stark zurück, wie der Namensteil "dürr" andeutet. Im Unterlauf kommt es zusätzlich zu Versickerungen, wodurch die Dürre Ager in den Sommermonaten bisweilen gänzlich trockenfällt, zuletzt 2019.
Über weite Abschnitte ist die Dürre Ager relativ naturbelassen. Zwischen Eggenberg (Gemeinde Berg im Attergau) und Reichenthalheim (Gemeinde Vöcklamarkt) fließt sie in zahlreichen unbefestigten Mäanderschlingen, umgeben von einem schmalen Auwaldstreifen und Feuchtwiesen. Stark verbaut ist sie hingegen im Ortsgebiet von St. Georgen im Attergau und von Timelkam.
Die Gewässergüteklasse dieses Flusses beträgt Klasse II.